# NHOAH
Nhoah (* en Berlín, Alemania) es un productor de música, compositor y artista alemán que vive y trabaja en Berlín.

## Vida
NHOAH tocó a principios de los años 1980 como baterista en distintos grupos berlineses (entre otros: Aeroflot, Komeda Artist) como también con artistas internacionales que consideraban la ciudad como su residencia preferida (entre otros: Jayne County, Romy Haag, Hot Java). 
En la misma época, los dispositivos electrónicos de producción musical cobraron cada vez más importancia. NHOAH empezó a trabajar con computadoras de música. Esto lo condujo a colaborar con diversos artistas. Compuso, produjo y generó sonidos (entre otros con y para Larry Steinbacheck/Bronski Beat, Gareth Jones, Rio Reiser, Marianne Rosenberg). 
Trabajó principalmente en los Hansa-Tonstudios Berlin y en el Tritonus Studio en Berlín. Durante este tiempo se formó su particular imagen de sonido, la cual estaba marcada tanto por máquinas de ritmos, samplers y secuenciadores computarizados como por la manera clásica de producción musical con instrumentos convencionales. La unificación de estos dos mundos sonoros es, hasta el día de hoy, su idea motivadora.
Siguieron muchos trabajos por encargo (entre otros: The Pogues, Peacock Palace, David Hasselhoff) y proyectos multimediales. 
1998 fue cofundador de la empresa R.O.T de producción musical y representación que se encargaba de un asesoramiento y desarrollo integral de artistas de la nueva generación. Surgieron diversos proyectos (entre otros MIA., The Aim of Design Is to Define Space, DaKee, Flexevil).
En el 2011 se lanzó el primer álbum de su proyecto TANGOWERK by NHOAH tras cinco años de desarrollo. Combina típicos sonidos electrónicos de clubes berlineses y sondios de orquestas de tango de Buenos Aires. Muchos colaboradores son artistas exitosos a escala mundial como Adriana Varela, Louie Austen, Berlin Comedian Harmonists, Mieze Katz (de MIA.), Chino Laborde, Ina Viola, Lulu Schmidt. Conforme con el proyecto desde ya muy visual (Videos: Carola Schmidt) se está creando un largometraje y una obra dramática.
Fue galardonado con varios discos de oro y de platino por sus producciones. El álbum TANGOWERK lo nominaron para el Premio de la crítica discográfica alemana. Junto a Carola Schmidt recibió el Premio Nuevo Artista del festival de cine Diagonale por su cortometraje "Wir bitten Dich, verführe uns!"
Bajo el seudónimo de H.Flug trabaja como fotógrafo, pintor y escritor. Ha expuesto sus obras en renombradas galerías y museos y ha trabajado con distintos artistas visuales. (entre otros: Eric Tannhäuser, Carola Schmidt)

## Producciones

### Álbumes
| año  | título                                                     | participación como                      |
| ---- | ---------------------------------------------------------- | --------------------------------------- |
| 2012 | Tacheles de MIA.                                           | productor/mezclador/compositor/letrista |
| 2011 | TANGOWERK de TANGOWERK by NHOAH                            | productor/mezclador/compositor/letrista |
| 2008 | Willkommen im Club de MIA.                                 | artista/productor/mezclador/compositor  |
| 2006 | Zirkus de MIA.                                             | productor/mezclador/compositor/letrista |
| 2005 | Good Time de The Aim of Design Is to Define Space          | productor/mezclador                     |
| 2005 | David vs. Goliath de Flexevil                              | productor/mezclador                     |
| 2004 | Stille Post de MIA.                                        | productor/mezclador/compositor/letrista |
| 2003 | Gosen U Can Rave 2 de The Aim Of Design Is To Define Space | productor/mezclador                     |
| 2002 | Hieb und Stichfest de MIA.                                 | productor/mezclador/compositor          |
| 1997 | Titus de Constantin von Jascheroff                         | productor/mezclador/compositor          |
| 1996 | Gift de Peacock Palace                                     | artista/productor/mezclador/compositor  |
| 1993 | Paraphernalia de Peacock Palace                            | artista/productor/compositor            |
| 1991 | Adding Wings de Peacock Palace                             | artista/productor/compositor            |
| 1991 | David de David Hasselhoff                                  | arreglista                              |
| 1990 | Crazy For You de David Hasselhoff                          | arreglista/compositor                   |
| 1988 | Komeda Artist de Komeda Artist                             | artista/productor/compositor/letrista   |
| 1986 | Flugblatt de Romy Haag                                     | arreglista/compositor/letrista          |

### Sencillos
| año  | título | participación como                    |
| ---- | --- | ------------------------------------- |
| 2012 | Fallschirm de MIA. | productor/arreglista                  |
| 2011 | Tuyo Soy/Ob Ich Dir Treu Sein Kann de TANGOWERK by NHOAH feat. Chino Laborde/ Berlin Comedian Harmonists/Karina Beorlegui | artista/productor/compositor/letrista |
| 2011 | Dancing On The Volcano de TANGOWERK by NHOAH feat. Headvoice                                                              | artista/productor/compositor/letrista |
| 2008 | Mausen de MIA. | productor/mezclador                   |
| 2008 | Mein Freund de MIA. | productor/mezclador/compositor        |
| 2007 | Engel de MIA. | productor/mezclador                   |
| 2007 | Zirkus de MIA. | productor/mezclador/compositor        |
| 2006 | Uhlala de MIA. | productor/mezclador                   |
| 2006 | Tanz der Moleküle de MIA.                                                                                                 | productor/mezclador/compositor        |
| 2005 | Stadtschlagader de Flexevil                                                                                               | productor/mezclador                   |
| 2005 | Hitzefrei de Flexevil | productor/mezclador                   |
| 2005 | Glamour Star/State Outta Babylon de Mistah Bomsh                                                                          | productor                             |
| 2004 | Ökostrom de MIA. | productor/mezclador                   |
| 2004 | Sonne de MIA. | productor/mezclador                   |
| 2004 | Hungriges Herz de MIA. | productor/mezclador                   |
| 2003 | Was Es Ist de MIA. | productor/mezclador/compositor        |
| 2002 | Kreisel de MIA. | productor/mezclador                   |
| 2002 | Verrückt de MIA. | productor/mezclador/compositor        |
| 2002 | Alles Neu de MIA. | productor/mezclador/compositor        |
| 2002 | Machtspiele de MIA. | productor/mezclador/compositor        |
| 2001 | International Antastbar de DaKee                                                                                          | productor/mezclador                   |
| 2001 | Factory City (Electropunk Remix) de MIA.                                                                                  | productor/mezclador                   |
| 1999 | Sugar My Skin de MIA. | productor/mezclador/compositor        |
| 1996 | First Time de Peacock Palace feat. Andrew Richley (The Pogues)                                                            | artista/productor/compositor          |
| 1996 | Mellow Man de Peacock Palace                                                                                              | artista/productor/compositor          |
| 1993 | Man In The Moon de Peacock Palace                                                                                         | artista/productor/compositor          |
| 1993 | Heatwave de Peacock Palace                                                                                                | artista/productor/compositor          |
| 1992 | Looking For Freedom (Remix) de David Hasselhoff                                                                           | remezclador                           |
| 1991 | Venus And Mars de Peacock Palace                                                                                          | artista/productor/compositor          |
| 1991 | Henry's Song de Peacock Palace                                                                                            | artista/productor/compositor          |
| 1991 | Like A Snake de Peacock Palace                                                                                            | artista/productor/compositor          |
| 1991 | The Other Side Of Town de Sterling                                                                                        | compositor/letrista                   |
| 1990 | Keep The Jungle Alive de Smash                                                                                            | productor/compositor/letrista         |
| 1990 | New Life de Scam Jam | productor/compositor/letrista         |
| 1988 | Monkey Forest de Komeda Artist                                                                                            | artista/productor/compositor/letrista |
| 1988 | Muscles de Komeda Artist                                                                                                  | artista/productor/compositor/letrista |
| 1987 | Heaven de Komeda Artist feat. Larry Steinbacheck (Bronski Beat)                                                           | artista/productor/compositor/letrista |

### música de película
| año  | película                                                      | aporte                    |
| ---- | ------------------------------------------------------------- | ------------------------- |
| 2008 | Bassonia documental                                           | song feature              |
| 2008 | Spielverderber largometraje                                   | song feature              |
| 2007 | Wir bitten Dich, verführe uns! cortometraje de Carola Schmidt | banda sonora              |
| 2003 | 2 Ryk Og En Afelevering largometraje                          | song feature              |
| 2003 | Führer Ex largometraje                                        | movie theme               |
| 1998 | Cobra 11 serie de TV                                          | rremezcla del movie theme |
| 1996 | Wolkenstein serie de TV                                       | movie theme               |